# Negro (godis)

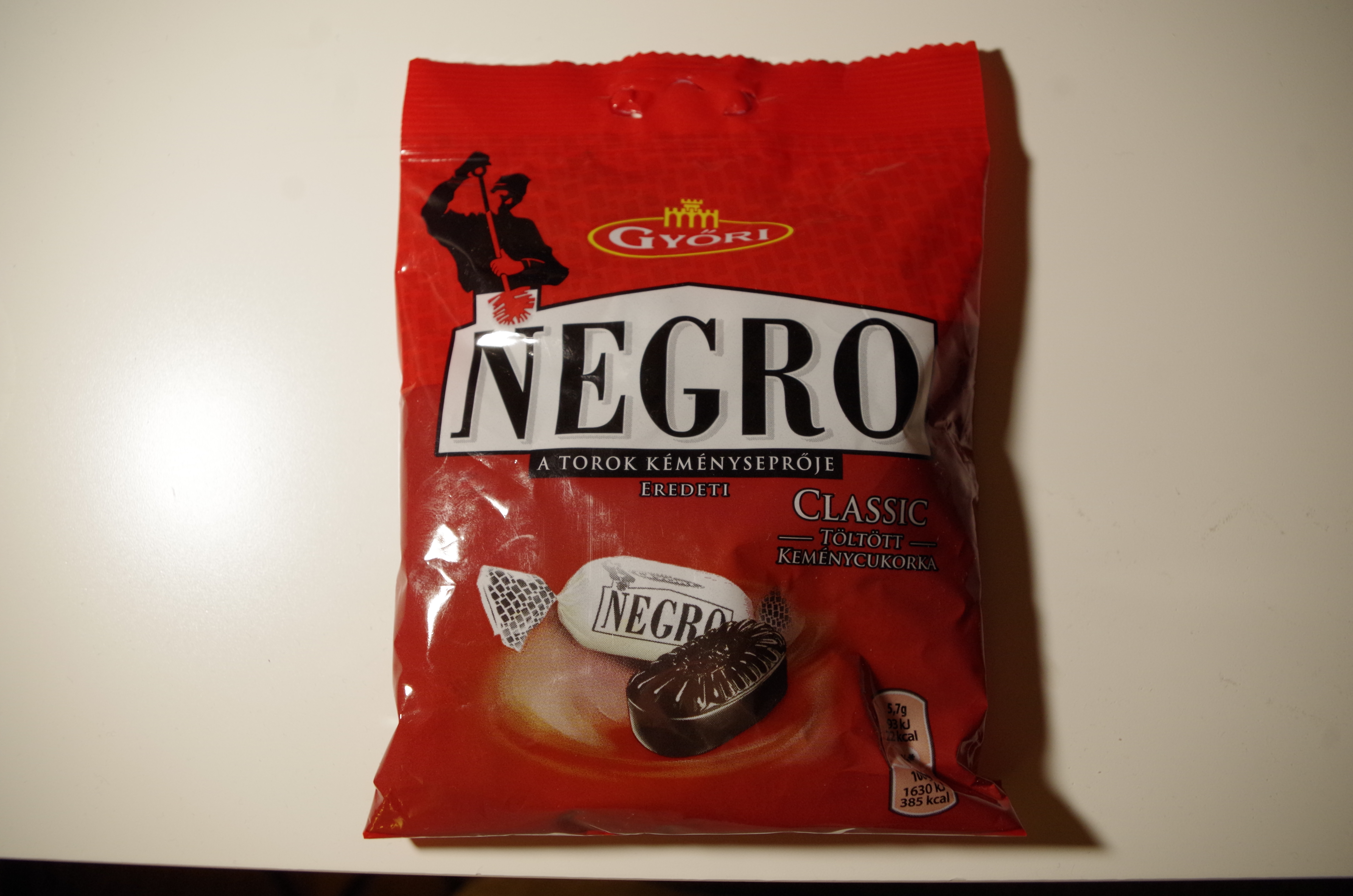
Ungersk Negro.

Negro är ett ungerskt godis, lanserat först i Österrike-Ungern 1917. Idag produceras godis av märket Negro i Serbien och framförallt i Ungern. De ursprungliga Negrokaramellerna är ett slags halstabletter. De är svarta och har smak av anis (som påminner om lakrits) och mentol. På omslagspappret förekommer en sotare, och produktens motto är "en sotare för halsen".
Godiset säljs även i Sverige, bland annat av firmor som importerar ungersk mat, men även i vissa butiker. Svenska justitiekanslarn fann 2024 att omslagspapperet med texten "Negro" inte innefattar hets mot folkgrupp (ärende 2024/41).